# Nazionale maschile di pallacanestro di Palau
La nazionale di pallacanestro di Palau è la rappresentativa cestistica di Palau ed è posta sotto l'egida della Federazione cestistica di Palau.